# Kristian Vilhelm Koren Schjelderup den äldre
Kristian Vilhelm Koren Schjelderup, född den 26 oktober 1853 i Ullensaker, död den 23 oktober 1913, var en norsk präst. Han var far till Kristian och Harald Schjelderup. 
Schjelderup, som tillhörde samma släkt som Wilhelm Melchior och Gerhard Schjelderup,  blev teologie kandidat 1875, kyrkoherde (sogneprest) 1890 och var från 1908 biskop i Kristiansands stift.  